# Jack Babashoff
Jack Babashoff (Whittier, 13 luglio 1955) è un ex nuotatore statunitense.

## Carriera
Specializzato nello stile libero, annovera nel proprio palmarès una medaglia d'argento ai Giochi Olimpici ed una d'oro conquistata ai campionati mondiali.

## Palmarès
- Giochi olimpici estivi

Montreal 1976: argento nei 100m stile libero.
- Mondiali

Berlino 1978: oro nella 4x100m stile libero.
- Giochi Panamericani

Città del Messico 1975: oro nella 4x100m misti, nella 4x100m stile libero e argento nei 100m stile libero.
San Juan 1979: oro nella 4x100m stile libero.